# Дивинка (Новосибирская область)
Дивинка — посёлок в Болотнинском районе Новосибирской области России. Административный центр Дивинского сельсовета.

## География
Площадь посёлка — 138 гектар

## История
Основан в 1907 г. В 1926 году посёлок Селезневский состоял из 38 хозяйств, основное население — украинцы. В составе Болотнинского сельсовета Болотнинского района Томского округа Сибирского края.
В 1941 г. на территорию подсобного хозяйства Болотнинского совхоза была эвакуирована Глебовская птицефабрика из Московской области. В 1942 г. в хозяйство начинают заселять спецпереселенцев из лиц немецкой и калмыцкой национальности. В годы ВОВ поселок продолжал пополняться немцами спецпереселенцами. После 1945 г. на базе эвакуированной птицефабрики был образован Болотнинский птицесовхоз. В 1966 г. указом президиума ВС РСФСР поселок центральной усадьбы Болотнинского совхоза переименован в Дивинка.

## Население
| 2002 | 2007 | 2010 |
| ---- | ---- | ---- |
| 827  | ↗885 | ↘763 |

## Инфраструктура
В посёлке по данным на 2007 год функционируют 1 учреждение здравоохранения, 2 образовательных учреждения.